# José Lavecchia
José Lavecchia (São Paulo, 25 de maio de 1919 — Foz do Iguaçu/Medianeira, 13 de julho de 1974), filho de Leo Lavecchia e Felícia Matheu e membro da (VPR) Vanguarda Popular Revolucionária, um dos grupos oposição ao regime militar, foi um integrante na luta armada contra a ditadura militar brasileira e ex-militante do Partido Comunista Brasileiro. Em julho de 1974, foi considerado desaparecido na região de Foz do Iguaçu/Medianeira, após tentar regressar ao Brasil de forma clandestina junto com cinco membros da VPR. José é um dos casos estudados pela Comissão da Verdade, que investiga a violação dos direitos humanos no período da Ditadura Militar.

## Desaparecidos em Julho de 1974
- Daniel José de Carvalho
- Enrique Ernesto Ruggia,
- Joel José de Carvalho,
- Onofre Pinto
- Vitor Carlos Ramos.
- José Lavecchia

## Biografia
José Lavecchia exerceu a profissão de sapateiro e por um tempo foi militante do Partido Comunista Brasileiro, porém tinha divergências em relação à posição do partido quanto à luta armada, o que o fez, mais tarde, ingressar na VPR (Vanguarda Popular Revolucionária). Em abril de 1970, José foi transferido para o sítio da VPR, localizado no Vale do Ribeira. Ali, suas funções eram de manter a "fachada" para que a área de treinamento do grupo não fosse descoberta e testar os couros das botas dos guerrilheiros, para que os calçados fossem cada vez mais confortáveis e resistentes.
A área foi descoberta pelos órgãos de segurança do exército em 05 de maio de 1970, o que obrigou Lavecchia e os demais membros da VPR a fugirem. Porém, eles foram encontrados e presos dois dias depois, em 07 de maio de 1970. Lavecchia foi solto em junho de 1970, junto com outros 39 presos políticos em troca da liberdade do embaixador da Alemanha no Brasil, Ludwing Von Holleban, que havia sido sequestrado pelo grupo.
Lavecchia foi banido do território nacional em 15 de junho, decolou para a Argélia com os demais e, em seguida, para Cuba, onde recebeu treinamento militar, se destacando pela disciplina e força física, apesar da idade. Mais tarde, Lavecchia seguiu para o Chile, onde fugiu em razão do golpe de Estado de Pinochet, o que o fez mudar para a Argentina. Lá, ele entrou para o grupo de Onofre Pinto, dirigente principal da Vanguarda Popular Revolucionária.
Em 11 de julho de 1974, um grupo de cinco brasileiros entrou clandestinamente no Brasil. Além de José Lavecchia, estavam presentes no grupo Joel e Daniel José de Carvalho, Onofre Pinto e Vitor Carlos Ramos, todos militantes da VPR, além do argentino Enrique Ernesto Ruggia. Onofre, Lavecchia, Daniel e José tinham sido banidos entre 1969 e 1971.
O grupo foi atraído para uma emboscada e executado em local próximo ao município de Medianeira (PR), no interior do Parque Nacional do Iguaçu.

## Chacina de Foz do Iguaçu
Em depoimento prestado à Comissão da Verdade do Paraná, em junho de 2013, em sessão reservada e feita em conjunto com a Comissão Nacional da Verdade, o agente Otávio Rainolfo da Silva, membro do CIE (Centro de Informações do Exército), contou sobre o episódio que resultou na morte de José Lavecchia, que ficou conhecida como a Chacina de Foz do Iguaçu.
Silva era motorista do batalhão de Foz do Iguaçu (PR) em 1974, e agia, ao lado de Alberi Vieira dos Santos, ex-sargento da Brigada Militar do Rio Grande do Sul, que havia se infiltrado entre os guerrilheiros - José Lavecchia, Joel de Carvalho, Daniel Carvalho, Victor Carlos Ramos e o argentino Ernesto Ruggia - da VPR (Vanguarda Popular Revolucionária). Os cinco estavam exilados na Argentina, mas foram convencidos por Alberi a voltar ao Brasil, pelo argumento de que seria formado um novo foco de guerrilha no oeste do Paraná. Os seis viajaram da Argentina para o Parque Nacional do Iguaçu.
Após entrarem em território nacional, Silva, Alberi e os guerrilheiros andavam pela mata rumo à cidade de Medianeira, no Paraná. Segundo Silva, em um dado trecho da caminhada, luzes se acenderam e foi iniciado um tiroteio contra os cinco esquerdistas, que morreram imediatamente. Onofre Pinto, dirigente da VPR, foi morto pelos militares dias depois. Os seis corpos nunca foram encontrados.
Apenas em 1995, a morte de José Lavecchia foi registrada no Diário Oficial da União. Por meio da Lei nº 9.140/95, o Brasil reconheceu como mortos os indivíduos desaparecidos entre 02 de setembro de 1961 a 15 de agosto de 1979. Em 2009, o Ministério Público Federal abriu um inquérito para apurar o desaparecimento dos guerrilheiros, mas foi arquivado por falta de provas.
Em maio de 2018, um documento secreto da CIA (Central Intelligence Agency), agência de espionagem dos Estados Unidos), revelou que o general Ernesto Geisel, presidente do Brasil de 1974 a 1979, autorizou a execução do grupo. No mês seguinte, a expedição para busca dos corpos desaparecidos no Parque Nacional de Iguaçu foi retomada. Especialistas do Ministério dos Direitos Humanos (MDH) e da Comissão Especial de Mortos e Desaparecidos Políticos (CEMDP) coletaram materiais no local que poderiam colaborar com a identificação dos corpos dos desaparecidos. No entanto, não foram encontradas pistas e informações sobre o assassinato.